# Dmitrij Ivanovics Blohincev
Dmitrij Ivanovics Blohincev (Moszkva, 1907. december 29. – Dubna, 1979. január 27.) szovjet fizikus, a fizikai és matematikai tudományok doktora (1934). Pályafutása során jelentős eredményeket ért el a 20. századi fizika számos területén, többek között a kvantummechanika, a nukleáris fizika és a részecskefizika terén. Nevéhez fűződik a szilárdtestfizika kvantumelméleti kutatása, az akusztika elméleti fejlesztése (Blohincev-egyenletek), valamint a nukleáris reaktorok technológiai innovációja. Tudományos vezetőként hozzájárult a szovjet atomtudomány és a nemzetközi kutatások fejlődéséhez, különösen a dubnai Egyesített Atomkutató Intézet (JINR) megalapításával és vezetésével.

## Életpályája
Dmitrij Blohincev már gyermekkorában élénk érdeklődést mutatott a repülőgép- és rakétatudomány iránt. Önképzéssel sajátította el a differenciál- és integrálszámítás alapjait, megismerkedett Hermann Oberth német rakétatudós és James Clerk Maxwell brit fizikus munkáival, valamint levelezést folytatott Konsztantyin Ciolkovszkij úttörő űrkutatóval, ami korai érdeklődését és tudományos kíváncsiságát tükrözi.
1930-ban fejezte be tanulmányait a Moszkvai Állami Egyetem Fizikai Tanszékén, ahol később, 1930 és 1933 között tanított is, témavezetője a neves Igor Tamm fizikus volt. 1934-ben megvédte doktori disszertációját a szilárdtestek kvantumelméletéről, és egy évre rá, 1935-ben megkapta a fizikai és matematikai tudományok doktora címet. Ugyanebben az évben a Moszkvai Állami Egyetem professzorává nevezték ki, az 1950-es évektől pedig az atommagelméleti tanszék vezetőjeként tevékenykedett. Jelentős szerepet vállalt a Nukleáris Fizikai Tanszék megalapításában is. 1935-től 1947-ig a Szovjetunió Tudományos Akadémiája Fizikai Intézetében (LPI) dolgozott, 1943-ban pedig belépett a Kommunista Pártba. 1947-től az obnyinszki Kutatólaboratórium igazgatójaként működött, ahol irányítása alatt jött létre a Fizikai és Energia Intézet. A Szovjetunió Belügyminisztériumának „B” laboratóriumát is vezette, majd megalapította az Orosz Tudományos Akadémia Nukleáris Kutatási Intézetét.
Blohincev kulcsszerepet játszott a dubnai Egyesített Atomkutató Intézet (JINR) létrehozásában. 1956-ban tizenegy ország képviselőiből álló bizottság egyhangúlag az intézet első igazgatójává választotta. Ezt a pozíciót 1956 és 1965 között töltötte be, majd 1965-től a JINR Elméleti Fizikai Laboratóriumát vezette.

## Tudományos tevékenysége
Blohincev tudományos érdeklődése rendkívül szerteágazó volt: a szilárdtestfizika, a félvezetők fizikája, az optika, az akusztika, a kvantummechanika, a kvantumelektronika, a nukleáris fizika, a nukleáris reaktorok elmélete, a kvantummező-elmélet, a részecskefizika, valamint a fizika filozófiai és módszertani problémái egyaránt foglalkoztatták.
Kvantumelméleti kutatásai során részletesen elemezte a szilárd anyagok foszforeszcenciáját, és megmagyarázta az elektromos áram helyreigazításának jelenségét két félvezető határfelületén, ami a modern elektronika alapjait is érintette. 1944-ben a gáz-hidrodinamika egyenleteire támaszkodva kidolgozta a mozgó és inhomogén közegekben terjedő hangjelenségek elméletét, megalkotva a ma Blohincev-egyenletek néven ismert általános akusztikai egyenleteket. Ezek az egyenletek számos gyakorlati alkalmazást tettek lehetővé, és részletes számításokkal támasztotta alá elméletét.
Az 1940-es és 1950-es évek fordulóján saját kvantummechanikai értelmezést fogalmazott meg, az úgynevezett Blohincev-értelmezést vagy „együttes értelmezést”, amely új megvilágításba helyezte a kvantumjelenségek filozófiai alapjait.

## Munkássága
Blohincev munkásságának meghatározó része a láncreakciók és a nukleáris reaktorok elméleti és technikai problémáinak kutatása volt, amivel jelentősen hozzájárult a szovjet atomtudomány fejlődéséhez. Irányítása alatt ellenőrizték és valósították meg az első szovjet atomerőmű tervezését és építését, amelyet 1954-ben helyeztek üzembe – e munkájáért 1957-ben Lenin-díjat kapott. Hatékony számítási módszereket dolgozott ki a gyors, köztes és termikus neutronok viselkedésének modellezésére. Alekszandr Lejpunszkijjal közösen felügyelte Európa első, folyékony fémhűtéses gyors neutronreaktorának koncepciójának és megvalósításának kidolgozását. 1955-ben javasolta az impulzusos gyors neutronreaktorok ötletét, amelynek eredményeként megépült az IBR-1 (1960) és az IBR-2 (1984-ben üzembe helyezett) reaktor.
Az obnyinszki „B objektum” igazgatójaként, Szergej Pavlovics Koroljov támogatásával kezdeményezte az űrrepülésekhez szükséges nukleáris rakétamotorok fejlesztését, ezzel is előmozdítva a szovjet űrprogramot.
1956-tól kutatásai a részecskefizika alapkérdéseire irányultak. Vizsgálta az elemi részecskék szerkezetét, a kvantum-elektrodinamika határait, a nagy energiájú részecskék kölcsönhatásait, a nemlokális térelméleteket, valamint a tér és idő fogalmát a mikrovilágban. Már 1938-ban olyan számításokat végzett, amelyek előrejelezték a Lamb-eltolódást, ám kortársai nem értékelték kellően felfedezését, és publikációját csak 1958-ban adták ki.

## Kitüntetései, elismerései
- A Szocialista Munka Hőse (1956)
- Sztálin-díj (1952)
- Lenin-díj (1957)
- Szovjetunió Állami Díja (1971)

## Érmei
- Cirill és Metód Rend I. osztálya (Bulgária)
- A Cseh Tudományos Akadémia aranyérme
- Több tudományos akadémia és társaság tagja
- Az Elméleti és Alkalmazott Fizika Nemzetközi Uniójának elnöke (1966–1969)
- Dubna díszpolgára

## Könyvei
- Blohincev D. I. Einstein relativitáselmélete. – Moszkva; Leningrád: Gostekhizdat, 1940.
- Blohincev D. I. Heterogén és mozgó közeg akusztikája. – 1. kiadás: 1946; 2. kiadás: Moszkva: Nauka, 1981.
- Blohincev D. I. A kvantummechanika alapvető kérdései. – Moszkva: Nauka, 1966.
- Blohincev D. I. Békés atom születése. – Dubna, 1970.
- Blohincev D. I. Sztochasztikus terek. – Dubna, 1971.
- Blohincev D. I. A kvantummechanika alapjai. – 5. kiadás, Moszkva: Nauka, 1976.
- Blohincev D. I. Kvantummechanika (előadások kiválasztott témákról). – Moszkva: Atomizdat, 1981.
- Blohincev D. I. Hely és idő a mikrovilágban. – 2. kiadás, Moszkva: Nauka, 1982.
- Blohincev D. I. Mi az a relativitáselmélet? – Moszkva: Nauka.
- Blohincev D. I. A fizika módszertani problémáival foglalkozó cikkek. – Moszkva: Moszkvai Állami Egyetem Kiadója, 1993. – ISBN 5-211-01605-X
- Blohincev D. I. Válogatott művek. T. 1-2. – Moszkva: Fizmatlit, 2009.
- Blohincev D. I. A kvantummechanika alapjai. – Moszkva, 2015.